# Bird of Pray
Bird of Pray (ukr. Молитовна пташка) – singel ukraińskiego zespołu muzycznego Ziferblat, wydany 24 stycznia 2025 roku, nakładem wytwórni Geisha Ninja Samurai. Kompozycja reprezentowała Ukrainę w 69. Konkursie Piosenki Eurowizji (2025).

## Konkurs Piosenki Eurowizji
20 grudnia 2024 utwór znalazł się na liście ukraińskich preselekcji Widbir 2025. 8 lutego 2025 piosenka zwyciężyła w finale eliminacji, dzięki czemu reprezentował Ukrainę w Konkursie Piosenki Eurowizji 2025 w Bazylei.

## Lista utworów
- Digital download

1. „Bird of Pray” – 3:03

## Notowania
| Kraj    | Lista (2025)                              | Najwyższa pozycja |
| ------- | ----------------------------------------- | ----------------- |
| Litwa   | Singlų Top 100                            | 15                |
| Szwecja | Veckolista Heatseeker (Sverigetopplistan) | 7                 |
| Ukraina | Ukrainian Top 20 (FDR Media)              | 16                |
| Ukraina | Radio Airplay (TopHit)                    | 34                |